# Andrea Haugen
Andrea Haugen (nascuda amb el nom d'Andréa Meyer; 6 de juliol de 1969 - 13 d'octubre de 2021), també coneguda amb els seus noms d'artista d'Aghast, Hagalaz' Runedance, Andréa Nebel, Nebel i Nebelhexë, va ser una músic i autora alemanya.

## Modelatge
Haugen va treballar com a model a Londres, però aviat ho va rebutjar perquè era "una escena superficial". Més tard va ser model fetitxe i va participar en els espectacles de Cradle of Filth.

## Música
Haugen va citar les seves influències com els bessons Cocteau, Kate Bush i els monjos benedictins de Santo Domingo de Silos. Va llançar la seva primera música com Aghast el 1995, després de 1996 a 2002 sota el nom de Hagalaz' Runedance. Des de 2003 va treballar amb el nom de Nebelhexë, llançant tres àlbums més, i també va utilitzar el nom d'Andrea Nebel i va llançar música electrònica de terror com Aghast Manor.

## Escriptura
Haugen va començar a escriure el 1995. Va escriure guions de pel·lícules, tant de terror com de sàtira. Molts dels seus comentaris crítics socials es van publicar en revistes alternatives i també en revistes i tabloides noruecs; tenia una columna titulada "De debò: les coses que irriten a Nebelhexë" en una revista gòtica noruega. Va publicar un llibre electrònic titulat Simply Exceptional: How to make it your way!.
També va escriure poesia gòtica i surrealista, i el 2011 va publicar un CD de paraula parlada per acompanyar la seva antologia de poesia The Dark Side of Dreaming.
Pagana, però anteriorment en l'Església de Satan d'⁣Anton LaVey i després pagana germànica centrada en la terra, Haugen va criticar el que considerava religions patriarcals que inhibeixen la naturalesa interior de la gent. Va publicar un llibre sobre l'espiritualitat i la mitologia germàniques, Die alten Feuer von Midgard (edició en anglès The Ancient Fires of Midgard). El 2012 va expressar la seva frustració per la interpretació errònia d'alguns periodistes de les seves lletres de cançons com a "bruixes al bosc, nazisme, natura o contaminació del medi ambient" quan eren "relativament clarament" sobre "incest, suïcidi d'un amic, maltractament infantil, o la solitud".

## Vida personal i mort
Haugen va esatr casada amb el guitarrista Tomas Haugen, amb qui va tenir una filla.
Va viure al Regne Unit i a Noruega; vivia a Kongsberg quan va ser assassinada als 52 anys als atacs de Kongsberg el 13 d'octubre de 2021.

## Discografia

### Aghast
- Hexerei im Zwielicht der Finsternis, CD/PD 1995

### Hagalaz' Runedance
- When the Trees Were Silence, 7" 1996
- The Winds That Sang of Midgard's Fate, CD 1998
- Urd – That Which Was, MCD/Picture disc 1999
- On Wings of Rapture, CD single 2000
- Volven, CD/LP/Picture disc 2000
- Frigga's Web, CD/LP 2002

### Nebelhexë
- Laguz – Dins del llac, CD 2004
- Essensual, CD 2006
- Dead Waters, CD 2009
- Don't Kill The Animals, EP, 2009, amb l'artista nord-americà Jarboe

### Andréa Nebel
- The Dark Side Of Dreaming, CD 2011

### Aghast Manor
- Gaslights, CD 2012
- Penetrate, CD 2013

### Aparicions convidades
- Cradle of filth - The Principle of Evil Made Flesh 1994 (acreditat com "Andrea Meyer").
- Satyricon – Nemesis Divina 1996